# Willis D. Crittenberger
Willis D. Crittenberger (Baltimora, 2 dicembre 1890 – Chevy Chase, 4 agosto 1980) è stato un generale statunitense.

## Biografia

### I primi anni
Crittenberger nacque a Baltimora, nel Maryland, il 2 dicembre 1890. Cresciuto ad Anderson, nell'Indiana, egli frequentò la United States Military Academy, diplomandosi nel 1913, due anni prima dell'amico Dwight Eisenhower.
Crittenberger venne quindi nominato tenente di cavalleria dall'agosto del 1913 ed assegnato al III reggimento di cavalleria a Fort Hood, Texas.

La sua successiva carriera militare incluse la frequentazione della United States Army Cavalry School a Fort Riley, Kansas nel 1924 oltre alla Command and General Staff School a Fort Leavenworth, Kansas nel 1925 ed al Army War College a Washington Barracks presso Washington, D.C. nel 1930. Dopo l'assegnazione a Fort Knox, nel Kentucky, nuova sede del 1º reggimento di cavalleria (meccanizzato) dal 1934 prestò servizio nello stato maggiore della 1ª Divisione corazzata.

### La seconda guerra mondiale
Con lo scoppio della seconda guerra mondiale, Crittenberger divenne comandante della 2ª brigata della 2ª Divisione corazzata che era guidata del generale George Smith Patton. Nel gennaio del 1942 venne promosso al comando della 2ª Divisione corazzata quando Patton venne trasferito al comando del I corpo d'armata corazzato statunitense destinato a essere impiegato in Nordafrica. Nell'agosto del 1942 egli riorganizzò, preparò e comandò il III corpo d'armata corazzato, costituito dalla 7ª Divisione corazzata e dall'11ª Divisione corazzata presso Camp Polk, in Louisiana. Il III corpo corazzato venne rinominato XIX corpo d'armata dal gennaio del 1944.
Nel 1943 il generale Dwight Eisenhower prescelse inizialmente Crittenberger come uno dei tre comandanti, assieme a Leonard T. Gerow e Roscoe B. Woodruff, per l'invasione della Francia prevista per il 1944. Tutti e tre erano persone fidate e amici di Eisenhower. Il generale Omar Bradley, che Eisenhower aveva scelto come comandante per l'invasione del D-Day, venne rimpiazzato con altre personalità sempre prescelte da Eisenhower.

Dopo la liberazione di Roma il IV corpo di Crittenberger venne allineato sul fronte italiano.
Crittenberger aveva nel proprio corpo d'armata, oltre a soldati americani, anche truppe brasiliane e sudafricane che combatterono con lui per un totale di 390 giorni, di cui 326 in combattimento continuo. Crittenberger diresse il IV corpo in particolare lungo il Po ove ricevette la resa delle forze tedesche il 2 maggio del 1945.

### La carriera dopo la guerra
Negli anni del dopoguerra, Crittenberger comandò il Caribbean Defense Command che includeva la zona del Canale di Panama e dal 1947 divenne il primo Comandante in Capo del U.S. Caribbean Command. Dopo due anni egli divenne Comandante Generale della First United States Army, presso Fort Jay, Governors Island, New York, concludendo la propria carriera militare con un ritiro dalle scene nel dicembre del 1952, lasciando New York City per Broadway.
Ritiratosi a vita privata Crittenberger morì a Chevy Chase, Maryland, il 4 agosto 1980 all'età di 89 anni e venne sepolto nell'Arlington National Cemetery assieme alla moglie e ai figli, Townsend e Dale.

## Opere
- The final campaign across Italy; 1952 - His memoirs as commander of US Army IV Corps ISBN 85-7011-219-X
- Some thoughts on civil defense; 1954 4pgs Essay
- Debrief report; 1967 Dept. of the Army - Headquarters, II Field Force Vietnam Artillery 21pgs report